# خوان دياز (لاعب كرة قدم)
خوان دياز (بالإسبانية: Juan Díaz Prendes) هو لاعب كرة قدم إسباني في مركز الوسط، ولد في 28 يونيو 1977 في خيخون في إسبانيا. لعب مع ريال سبورتينغ خيخون.